# Karl Truppe
Karl Truppe, né le 9 février 1887 à Ebenthal in Kärnten et mort le 22 février 1959 à Viktring, est un peintre autrichien.

## Biographie
Truppe est fils d'un maître d'école de village. Lorsque la famille déménage à Viktring, Truppe se familiarise avec le cercle des artistes de Viktring, fondé au XIXe siècle. Ludwig Willroider est le premier peintre dont le jeune Truppe fait la connaissance. Il se rend après son baccalauréat à Vienne, en 1905 où il étudie, jusqu'en 1913, à l'Académie des beaux-arts. Il a pour professeur Alois Delug. Il obtient même le prix de Rome pour son dernier travail. Truppe est aussi un violoncelliste doué.
Il est officier en Galicie pendant la Première Guerre mondiale, et est aussi peintre de guerre. Il fait partie du service de presse et d'information de l'état-major austro-hongrois et dessine alors de nombreuses scènes de guerre. Il fait le portrait de plusieurs généraux et même de l'empereur Charles.
L'artiste habite entre 1917 et 1937 à Brünn, mais se rend régulièrement en vacances à Viktring, où son père lui a installé un atelier dans la maison familiale. Truppe devient de plus en plus connu comme portraitiste. Il voyage à Florence, à Berlin,  à Paris et à Stuttgart. Il peint ainsi le portrait du président tchèque Tomáš Masaryk en 1928. Une invitation aux États-Unis en 1931 lui ouvre de nouvelles perspectives. Il a des commandes à New York et à Chicago. De retour en Europe, il est à la pointe du succès.
En 1938, il devient professeur à la Kunstakademie de Dresde. Il fait un portrait du Führer en 1943 et peint de nombreuses toiles dans le goût de l'époque, aussi bien des paysages, des portraits, que des natures mortes, des académies ou des scènes de genre populaire. Il signe toujours en rouge à cette époque. Sa Sainte Famille de 1937 fait penser à Rembrandt. Mes Deux modèles (1938) et Présent et Passé (où il peint une jeune femme nue allongée à côté d'une femme âgée assise vêtue de sombre), comptent parmi ses tableaux les plus connus de cette période. Il habite dans les années 1940 à Munich et retourne à Viktring en 1944. Certains de ses tableaux sont reproduits en cartes postales pendant la décennie 1935-1945.
Il fait le portrait de Vinzenz Schumy en 1951, puis de Ferdinand Wedenig, mais il entre peu à peu dans l'oubli, les goûts ayant changé.
Il devient toutefois professeur de peinture et fonde une école populaire d'art, ainsi qu'une société d'artistes. Il est professeur aussi à Klagenfurt. Il meurt d'une attaque en 1959. Il est l'auteur de plus de cinq cents portraits.
Sa veuve a fait don en 1964 d'une partie de son œuvre au musée du château de Porcia à Spittal an der Drau. En 1988, 41 de ses œuvres ont été volées au musée et n'ont jamais été retrouvées.

## Quelques œuvres
- Autoportrait, 1912, pour l'académie de Vienne
- La Comtesse Allmasy en Pierrot, 1919, HST
- ND Le Joueur d'échec, HST
- ND Portrait de Johann Baudisch
- Nature morte au chapeau et à la guitare, 1923, HST
- Nature morte aux dahlias, 1926, HST
- Portrait de Thomas Masaryk (1850-1937), 1926, HST
- La Baigneuse, huile sur carton, 1927, 32 × 26
- Nature morte aux pêches, 1927, HST
- Portait d'un jeune homme, 1928, HST
- Le Mendiant (vieil homme avec un chien), 1928, HST
- ND Rochers, huile sur carton, 65 × 88
- ND Grand-mère, HST, portrait,
- ND Nature morte au pichet, HST, 50 × 62, non datée
- La Sainte Famille, 1930, HST
- Le Réveil, 1939, HST, nu
- Autoportrait au chapeau, vers 1940
- Enfant assis de dos au lapin, 1939, HST
- L'Enlèvement d'Europe, 1941, HST
- La Jeunesse de Bacchus, HST, 1942
- Paysan de Carinthie, 1942
- Bacchus et Ariane, 1942, HST
- Portrait du docteur Friedman Madaus, 1942, HST
- Jeune fille au tournesol, 1943, HST, nu
- Prométhée, 1943 HST, 41,5 × 51,5, académie, scène mythologique
- Odalisque avec une servante noire, 1945, HST
- Léda et le cygne, 1945, HST
- La Jeunesse de Bacchus, étude, 1954
- Concert à la maison , 1955
- Nature morte aux fleurs et aux fruits, 1956

## Source et références
- (de) Cet article est partiellement ou en totalité issu de l’article de Wikipédia en allemand intitulé « Karl Truppe » (voir la liste des auteurs).